# 13862 Elais
13862 Elais eller 1999 XT160  är en trojansk asteroid i Jupiters lagrangepunkt L4. Den upptäcktes 8 december 1999 av LINEAR i Socorro County, New Mexico. Den är uppkallad efter Elais i den grekiska mytologin.
Asteroiden har en diameter på ungefär 25 kilometer.